# Département de Médina Yoro Foulah
Pour les articles homonymes, voir Médina.
Le département de Médina Yoro Foulah est l'un des 46 départements du Sénégal. Il est situé dans la région de Kolda, en Casamance, le long de la frontière avec la Gambie.
Il a été créé par un décret du 10 juillet 2008.
Son chef-lieu est Médina Yoro Foulah.
Ses trois arrondissements sont :
- Arrondissement de Fafacourou
- Arrondissement de Ndorna
- Arrondissement de Niaming

Le département comprend deux communes :
- Médina Yoro Foulah
- Pata

## Population
Le département comprend 185 575 habitants lors du recensement de 2023.